# 샤청구

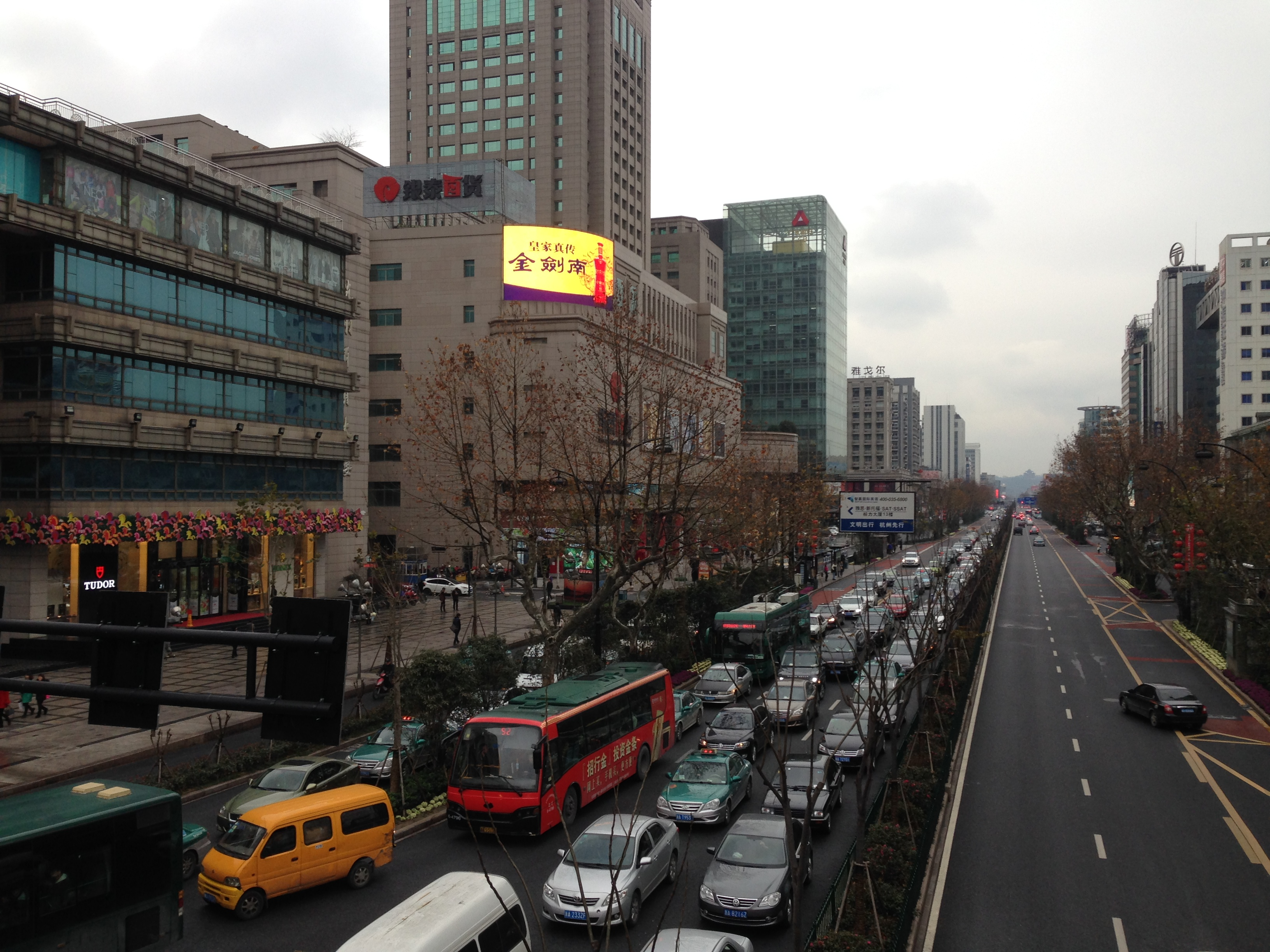

샤청구(한국어: 하성구, 중국어: 下城区, 병음: Xiàchéng Qū)는 중화인민공화국 저장성 항저우시의 현급 행정구역이다. 넓이는 31km2이고, 인구는 2007년 기준으로 380,000명이다.

## 행정 구역
8개 가도를 관할한다.
- 가도: 长庆街道, 武林街道, 天水街道, 潮鸣街道, 朝晖街道, 石桥街道, 东新街道, 文晖街道.